# بسام فرنجية
بسام خليل فرنجية (ولد في لبنان سنة 1950) هو مترجم وناقد ومؤلف وأستاذ أدب عربي ولغة عربية فلسطيني يعمل بالولايات المتحدة الأمريكية.

## حياته
ولد فرنجية في بلدة القنيطرة بالجولان سنة 1949، لعائلة من اللاجئين الفلسطينيين أصلها من يافا لجأت إلى الجولان بعد النكبة. حصل على درجة البكالوريوس في الأدب العربي من جامعة دمشق، ثم هاجر إلى الولايات المتحدة الأمريكية فحصل على درجتي الماجستير والدكتوراة من جامعة جورجتاون الأمريكية حيث درّس فيها عدة أعوام.

## المؤلفات
- عبد الوهاب البياتي بروميثيوس الشعر العربي: الرحلة الأمريكية (المؤسسة العربية للدراسات والنشر، بيروت، 1996)
- الاغتراب في الرواية الفلسطينية (مؤسسة الأبحاث العربية، بيروت)
- بهجة الاكتشاف: رسائل نزار قباني وعبد الوهاب البياتي وهاني الراهب إلى بسام فرنجية (المؤسسة العربية للدراسات والنشر، بيروت، 2003)[2]

## الترجمة
ترجم فرنجية إلى الإنجليزية أعمالًا لنزار قباني وعبد الوهاب البياتي وهاني الراهب ومحمود درويش وإميل حبيبي وحنا مينة وحليم بركات وبدر شاكر السياب وقاسم حداد، ومن أهم ما ترجم:
- حب وموت ونفي (بالإنجليزية: Love, death, and exile)‏ للبياتي (دار نشر جامعة جورجتاون، واشنطن، 1990)
- قصائد حب عربية (بالإنجليزية: Arabian love poems: full Arabic and English texts)‏ لنزار قباني (1999)